# 테로테크놀러지

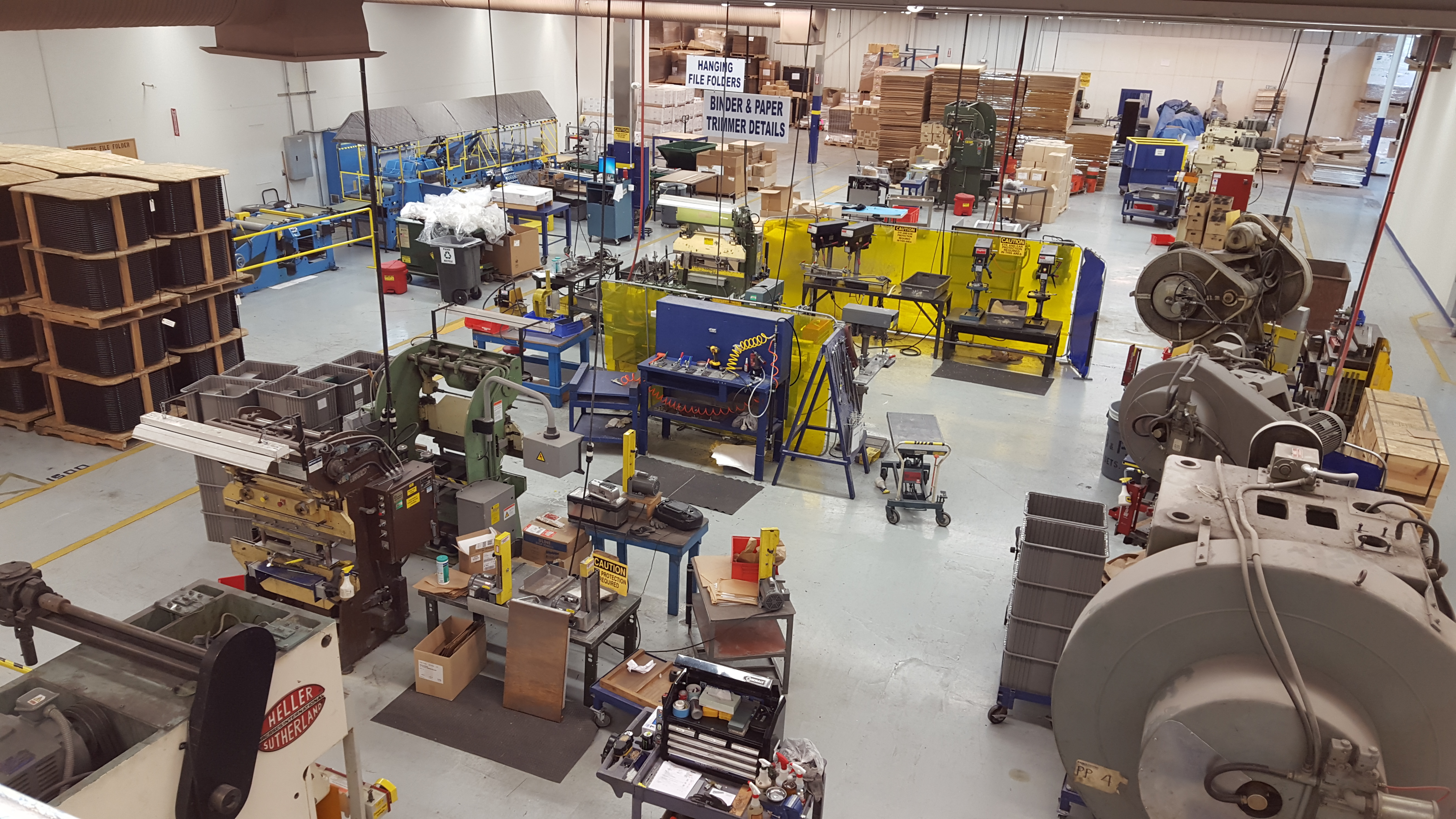
머신 숍

테로테크놀러지(Terotechnology)는 장비의 효율적인 사용과 관리를 포함한 설치 기술이다. 또, 비용 절감, 생산성 증대를 위해 유지관리 기능을 전달하는 기술 사용이 수반되기도 한다.

## 정의
이 용어는 1970년대로 거슬러 올라간다. 테로테크놀러지는 장비 관리를 위한 시스템이다. 설치 및 운용을 개선하기 위해 함께 일하는 관리, 엔지니어링, 금융 전문지식(기술)을 아우른다.

## 같이 보기
- 자산운용